# Вернер Ляймгрубер
Вернер Ляймгрубер (нім. Werner Leimgruber; 2 вересня 1934, Базель — 2 січня 2025) — швейцарський футболіст, що грав на позиції захисника.
Виступав, зокрема, за клуб «Цюрих», а також національну збірну Швейцарії, у складі якої був учасником чемпіонату світу 1966 року.

## Клубна кар'єра

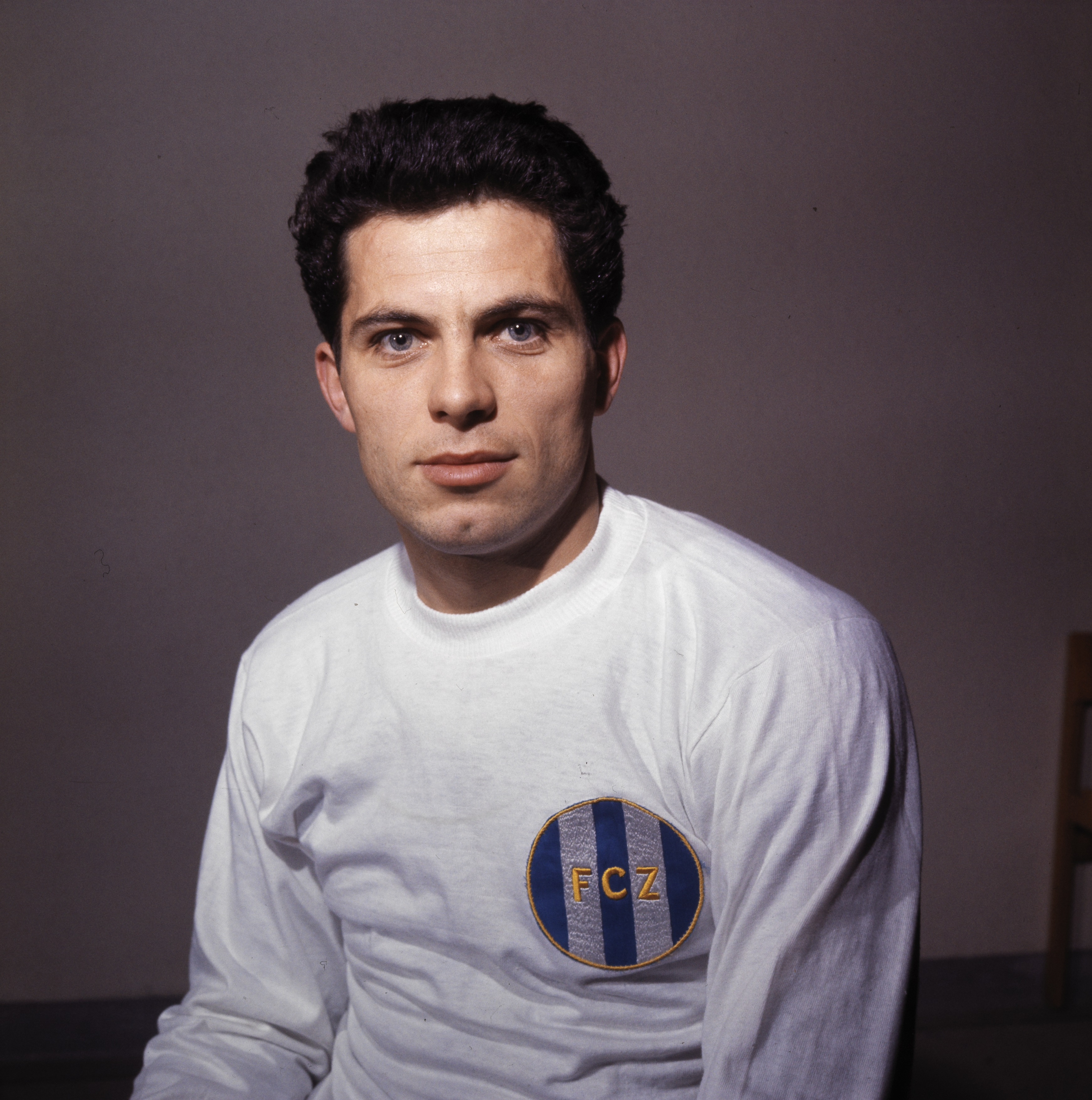
Вернер Ляймгрубер в 1963 році

Протягом усієї своєї кар'єри гравця був гравцем рідного клубу «Цюрих», за який він виступав з 1954 по 1970 рік, лише з перервою на сезон 1956/57, який він провів у «Локарно». У сезонах 1962/63, 1965/66 та 1967/68 він виграв разом із ним три чемпіонати Швейцарії, а в 1966 і 1970 роках він також виграв Кубок Швейцарії. На міжнародному рівні найбільшим досягнення для Веренера з клубом став вихід до півфіналу Кубка європейських чемпіонів 1963/64.

## Виступи за збірну
31 березня 1963 року дебютував в офіційних матчах у складі національної збірної Швейцарії в матчі відбору на Євро-1964 проти Нідерландів (1:1).
У складі збірної був учасником чемпіонату світу 1966 року в Англії. На цьому турнірі він зіграв в одному матчі проти Іспанії (1:2).
Загалом протягом кар'єри у національній команді, яка тривала 4 роки, провів у її формі 10 матчів.

## Титули і досягнення
- Чемпіон Швейцарії (3):

«Цюрих»: 1962–63, 1965–66, 1967–68
- Володар Кубка Швейцарії (2):

«Цюрих»: 1965–66, 1969–70